# Wspomnienia 1891–1970
Wspomnienia 1891–1970 – książka, wspomnienia Stanisława Sheybala, opracowana w 1984 roku przez Wydawnictwo Literackie w Krakowie.

## Charakterystyka
Wydawnictwo jest publikacją stanowiącą wspomnienia Stanisława Sheybala – polskiego artysty fotografa, członka Fotoklubu Polskiego, członka Związku Polskich Artystów Fotografików. Wspomnienia 1891–1970 to przekrój działalności artystycznej na niwie fotografii – począwszy od wczesnej działalności autora książki poprzez pracę na rzecz utworzenia Towarzystwa Fotograficznego w Krzemieńcu, pracę na rzecz utworzenia i redakcji miesięcznika Życie Krzemienieckie – wydawanego przez Liceum Krzemienieckie, działalności w Fotoklubie Polskim, działalność w Izbie Rzemieślniczej Wołyńskiej – m.in. w charakterze Przewodniczącego Komisji Egzaminacyjnej do zawodu fotografa, pracę w krzemienieckim Zakładzie Fotograficznym Sztuka, pracę w warszawskim zakładzie fotograficznym BiS, Bieńkowskiego i Szporka – do pracy na rzecz współtworzenia Wydziału Kultury Urzędu Wojewódzkiego w Krakowie, pracy w Państwowej Wyższej Szkoły Sztuk Plastycznych w Warszawie, w Łodzi oraz działalności w ówczesnym Polskim Związku Artystów Fotografów – obecnym  (od 1952) Związku Polskich Artystów Fotografików.
W końcowej części publikacji zamieszczono – zbiór czarno-białych reprodukcji fotografii wykonanych przez Stanisława Sheybala oraz fotografii autorstwa innych fotografów, przedstawiających m.in. autora książki.
Książkę wydano pod redakcją Jadwigi Grell, technicznym redaktorem była Krystyna Brabiec, okładkę zaprojektował Lech Przybylski.